# Åmli

Aust-Agder megye elhelyezkedése Norvégiában.

Åmli község elhelyezkedése Aust-Agder megyében.

Åmli falu és község (norvégül kommune) Norvégia déli Sørlandet földrajzi régiójában, Aust-Agder megyében.
Közigazgatási központja a Nidelva folyó mellett fekvő Åmli falu, ahol mintegy 600 ember él (1997).
A község területe 1131 km², népessége 1836 fő (2008. január 1-jén).
A község 1838-ban jött létre (lásd formannskapsdistrikt). Később három község is kivált belőle: Mykland (1876), Gjøvdal (1908) és Tovdal (1908). Az utóbbi kettő azonban később újra egyesült Åmlival (1960-ban, illetve 1967-ben). Az előtag, almr jelentése „szilfa”, a líð utótag domboldalt jelent.

## Neve
Nevét arról a birtokról kapta, ahol a környék első temploma épült (óészakiul Almlíð).

## Címere
Címerét a község 1987-ben kapta, hódot ábrázol.

## Földrajza
Északi szomszédai a telemark megyei Fyresdal és Nissedal községek, keleten Vegårshei, délen Froland, nyugaton Bygland (mind Aust-Agder).
Legsűrűbben lakott része Åmli falu, a fő völgyhöz csatlakozó mellékvölgyek, illetve települések Gjøvdal és Tovdal. Viszonylag sűrűn lakott Nelaug falu környéke is a község déli részében, ahol Åmli vasútállomása van. A népesség többi része elszórtan él a község völgyeiben.
A község hegyeit erdő borítja. Tipikusan 700-800 méter magasak. A legmagasabb pont a 930 méteres Trongedalsfjell, Tovdal és Gjøvdal között.
A községben több védett terület van, mint az Årdalen rezervátum, a Rukkevatn természeti rezervátum határában, illetce a Furubuhei mocsár resezervátum. Ezek együttesen mintegy 43 km²-t borítanak.

## Gazdasága
Froland és Birkenes után a megye harmadik legnagyobb fakitermelője, egész Aust-Agder fakitermelésének mintegy 12 százalékát adja. Némileg hozzájárul a vidék gazdaságához a mezőgazdaság is, benne a juhtenyséztés.
Az áramot a Nelaug-tó vízszintjét szabályozó Flatefoss erőmű termeli.